# Huda Lutfi
Huda Lutfi (Il Cairo, 1948) è un'artista egiziana.

## Biografia
Sia come studiosa di culture, che con la sua seconda carriera da artista, Huda Lutfi è una delle figure contemporanee di maggior spicco in Egitto. Nata a Il Cairo dove vive e lavora, si laurea in Storia e Cultura Islamica alla McGill University di Montréal, dove nel 1983 consegue un dottorato di ricerca in Storia e Cultura Islamica.
Tornata in Egitto viene nominata Professore di Storia della Cultura Islamica all'American University de Il Cairo. Nel 1999 smette di insegnare per dedicarsi alla sua carriera di artista.
Durante i suoi studi in Canada Lutfi pratica la calligrafia araba ed esplora il suo interesse per le architetture arabo-musulmane, che trovano un'espressione concreta attraverso l'architettura di paglia e fieno e la pittura muraria in due case, che lei costruisce negli anni 80 in Egitto.
Nel 1991 una borsa di studio all'Harvard University le dà il tempo per iniziare a lavorare con diversi media sulla carta, utilizzando il collage e la pittura e nel 1998 inizia a insegnare pittura ai bambini di strada de Il Cairo. Dal 2000 Lutfi lavora alla Townhouse Gallery.

## Tematiche
Huda Lutfi lavora come un'archeologa urbana che costantemente porta alla luce oggetti trovati, come preziosi frammenti di storia che vengono modificati attraverso il bricolage e il collage. Così oggetti riconoscibili, figure, icone vengono deviate e ricontestualizzate per poter poi raccontare una storia diversa.
Giocando con la memoria pubblica e con un'iconografia diffusa, Lutfi in qualche modo appiattisce lo scorrere del tempo fino ad inventarsi figure come il mummificato Oum Kalthoums. La sua attenzione si concentra verso la rappresentazione storica della forma femminile e la sua traduzione nella vita di tutti i giorni. Lavorando con la forma di bambole nei vari contesti, Lutfi esplora i molteplici ruoli delle donne all'interno della cultura visuale: come un'attiva produttrice e per rappresentarne i simboli.

## Mostre

### Mostre collettive
- 2002 “Imagining the Book”, Library of Alexandria, Alessandria d'Egitto
- 2001 “Cairo Modern Art in Holland”, Fortis Circustheater Gallery, L'Aia (Paesi Bassi)
- 2000 “Out of the Blue´, Mashrabia Gallery, Il Cairo
- 1998 “Four Women Artists”, Townhouse Gallery, Il Cairo
- 1997 Biennial for Women Artists of the Mediterranean, Marsiglia e Arles (Francia)

### Mostre personali
- 2003 “Found in Cairo”, Townhouse Gallery, Il Cairo
- 2002 “Dawn Portraits”, Fortis Circustheater Gallery (Paesi Bassi)
- 2002 “Earlier Works”, La Bodega-Karim Francis Gallery, Il Cairo
- 2001 “Paintings by a Contemporary Egyptian Artist”, Muscarelle Museum of Art, Virginia (Stati Uniti)
- 2001 “The New in the Old”, Townhouse Gallery, Il Cairo
- 1999 “Recent Works”, Xenios Gallery, Francoforte (Germania)
- 1997 “Conjuring the Past”, Mashrabia Art Gallery, Il Cairo
- 1996 “Magic and the Image”, Terra Viva Gallery, Uzes (Francia)
- 1996 “Woman and Memory”, Ewart Gallery, American University, Il Cairo

## Opere di Lutfi nelle collezioni/ commissioni
- Indianapolis Museum, Indianapolis, Stati Uniti
- Muscarelle Museum, Virginia, Stati Uniti
- Museum of Modern Art
- The Hague Fortis Circustheater Foundation
- The Hague World Bank,
- Egypt Shell Oil
- Egypt Al-Ahram Beverages Company
- The American University de Il Cairo